# Merrett Rifle Range
Die Merrett Rifle Range war ein Schießstand im Melbourner Stadtteil Williamstown.
Die Anlage wurde 1878 errichtet, da die alte am Williamstown Beach zu nah am Strandbad zu gefährlich war.
Während den Olympischen Sommerspielen 1956 in Melbourne fanden auf dem Gelände die Wettkämpfe im Schießen (mit Ausnahme des Tontaubenschießen) sowie das Schießen im Modernen Fünfkampf statt. Vor den Spielen musste die Anlage saniert werden.
Namensgeber des Schießstandes war Colonel Charles E. Merrett, Vorsitzender des Victorian Rifle Association Council (1890 bis 1946).
Heute befindet sich an der Stelle des Schießstandes eine Wohnsiedlung, das ehemalige Clubhaus ist in der Mitte des Areals erhalten.